# Simning vid världsmästerskapen i simsport 2024 – Herrarnas 4 × 200 meter frisim
Herrarnas 4 × 200 meter frisim vid världsmästerskapen i simsport 2024 avgjordes den 16 februari 2024 i Aspire Dome i Doha i Qatar.
Guldet togs av Kinas kapplag på tiden 7 minuter och 1,84 sekunder, vilket blev ett nytt nationsrekord. Silvret togs av Sydkorea och bronset togs av USA.

## Rekord
Inför tävlingens start fanns följande världs- och mästerskapsrekord:
|                   | Nation | Tid     | Ort          | Datum        |
| ----------------- | ------ | ------- | ------------ | ------------ |
| Världsrekord      | USA    | 6.58,55 | Rom, Italien | 31 juli 2009 |
| Mästerskapsrekord | USA    | 6.58,55 | Rom, Italien | 31 juli 2009 |

## Resultat

### Försöksheat
Försöksheaten startade klockan 10:49.
| Placering | Heat | Bana | Nation         | Simmare | Tid     | Noteringar |
| --------- | ---- | ---- | -------------- | --- | ------- | ---------- |
| 1         | 1    | 5    | Kina           | Ji Xinjie (1.46,68) Zhang Zhanshuo (1.46,93) Wang Haoyu (1.47,10) Pan Zhanle (1.46,22)                                          | 7.06,93 | 0Q0        |
| 2         | 2    | 5    | Sydkorea       | Lee Ho-joon (1.47,60) Lee Yoo-yeon (1.47,13) Kim Woo-min (1.46,56) Hwang Sun-woo (1.46,32)                                      | 7.07,61 | 0Q0        |
| 3         | 2    | 3    | Italien        | Alessandro Ragaini (1.47,63) Stefano Di Cola (1.47,15) Marco De Tullio (1.47,66) Filippo Megli (1.46,04)                        | 7.08,48 | 0Q0        |
| 4         | 2    | 8    | Grekland       | Dimitrios Markos (1.47,26) Konstantinos Englezakis (1.47,14) Konstantinos Stamou (1.47,32) Andreas Vazaios (1.48,18)            | 7.09,90 | 0Q0, 0NR0  |
| 5         | 1    | 7    | Litauen        | Danas Rapšys (1.45,78) Tomas Navikonis (1.47,38) Tomas Lukminas (1.48,07) Rokas Jazdauskas (1.48,74)                            | 7.09,97 | 0Q0, 0NR0  |
| 6         | 2    | 4    | Storbritannien | Matthew Richards (1.47,46) Jack McMillan (1.47,83) Max Litchfield (1.46,88) Joe Litchfield (1.47,98)                            | 7.10,15 | 0Q0        |
| 7         | 1    | 6    | Spanien        | Luis Domínguez (1.47,02) 0NR0 César Castro (1.46,06) Sergio de Celis (1.48,27) Carlos Quijada (1.49,28)                         | 7.10,63 | 0Q0, 0NR0  |
| 8         | 1    | 4    | USA            | Luke Hobson (1.46,86) Hunter Armstrong (1.46,81) David Johnston (1.48,16) Shaine Casas (1.48,87)                                | 7.10,70 | 0Q0        |
| 9         | 1    | 3    | Brasilien      | Fernando Scheffer (1.49,05) Guilherme Costa (1.47,17) Eduardo Moraes (1.48,37) Breno Correia (1.47,20)                          | 7.11,79 |            |
| 10        | 2    | 6    | Kanada         | Finlay Knox (1.48,17) Javier Acevedo (1.47,78) Blake Tierney (1.49,51) Lorne Wigginton (1.47,83)                                | 7.13,29 |            |
| 11        | 1    | 2    | Polen          | Kamil Sieradzki (1.48,07) Mateusz Chowaniec (1.48,48) Mikołaj Filipiak (1.50,90) Christian Sztolcman (1.47,53)                  | 7.14,98 |            |
| 12        | 2    | 7    | Mexiko         | Jorge Iga (1.47,69) Andrés Dupont (1.47,08) Héctor Ruvalcaba (1.49,75) Dylan Porges (1.51,24)                                   | 7.15,76 | 0NR0       |
| 13        | 1    | 1    | Bulgarien      | Petar Mitsin (1.48,04) Kaloyan Bratanov (1.50,43) Kaloyan Levterov (1.51,69) Yordan Yanchev (1.50,90)                           | 7.21,06 |            |
| 14        | 2    | 1    | Thailand       | Dulyawat Kaewsriyong (1.54,25) Ratthawit Thammananthachote (1.51,45) Navaphat Wongcharoen (1.54,13) Tonnam Kanteemool (1.52,09) | 7.31,92 |            |
| 15        | 2    | 2    | Vietnam        | Trần Hưng Nguyên (1.53,99) Nguyễn Quang Thuấn (1.52,97) Ngô Đình Chuyền (1.53,28) Nguyễn Huy Hoàng (1.51,98)                    | 7.32,22 |            |

### Final
Finalen startade klockan 20:33.
| Placering | Bana | Nation         | Simmare | Tid     | Noteringar |
| --------- | ---- | -------------- | --- | ------- | ---------- |
| 1         | 4    | Kina           | Ji Xinjie (1.46,45) Wang Haoyu (1.45,69) Pan Zhanle (1.43,90) Zhang Zhanshuo (1.45,80)                               | 7.01,84 | 0NR0       |
| 2         | 5    | Sydkorea       | Yang Jae-hoon (1.47,78) Kim Woo-min (1.44,93) Lee Ho-joon (1.45,47) Hwang Sun-woo (1.43,76)                          | 7.01,94 |            |
| 3         | 8    | USA            | Luke Hobson (1.45,26) Carson Foster (1.43,94) Hunter Armstrong (1.45,73) David Johnston (1.47,15)                    | 7.02,08 |            |
| 4         | 7    | Storbritannien | Matthew Richards (1.46,22) Max Litchfield (1.46,89) Jack McMillan (1.46,39) Duncan Scott (1.45,59)                   | 7.05,09 |            |
| 5         | 3    | Italien        | Filippo Megli (1.46,82) Alessandro Ragaini (1.46,76) Matteo Ciampi (1.46,09) Stefano Di Cola (1.47,33)               | 7.07,00 |            |
| 6         | 6    | Grekland       | Dimitrios Markos (1.46,74) Konstantinos Englezakis (1.47,65) Konstantinos Stamou (1.48,02) Andreas Vazaios (1.46,69) | 7.09,10 | 0NR0       |
| 7         | 2    | Litauen        | Danas Rapšys (1.46,37) Tomas Navikonis (1.47,86) Tomas Lukminas (1.48,13) Rokas Jazdauskas (1.49,21)                 | 7.11,57 |            |
| 8         | 1    | Spanien        | César Castro (1.47,01) 0NR0 Luis Domínguez (1.47,27) Sergio de Celis (1.48,30) Mario Mollà (1.49,07)                 | 7.11,65 |            |